# Claut
Claut (friülà Claut ) és un municipi italià, dins de la província de Pordenone. L'any 2007 tenia 1.076 habitants. Limita amb els municipis de Barcis, Chies d'Alpago (BL), Cimolais, Erto e Casso, Forni di Sopra (UD), Forni di Sotto (UD), Frisanco, Pieve d'Alpago (BL) i Tramonti di Sopra.

## Administració
| Període | Identitat        | Partit        |
| ------- | ---------------- | ------------- |
| 2004-   | Giacomo Giordani | Llista cívica |